# Thérianthropie

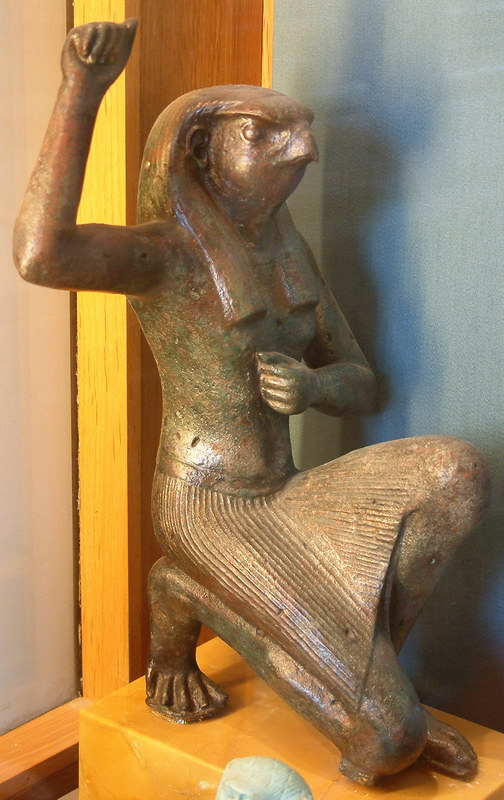
Horus, dieu égyptien prenant la forme d'un homme-faucon. Plus généralement, voir Dieux égyptiens par animal.

La thérianthropie ou zooanthropie est la transformation d'un être humain en animal, de façon complète ou partielle, aussi bien que la transformation inverse dans le cadre mythologique et spirituel concerné. Ce thème très ancien plonge ses racines dans le chamanisme et apparaît sur d'anciens dessins dans des grottes préhistoriques, comme la grotte des Trois-Frères en Ariège, il s'exprime aussi à travers de nombreuses légendes, comme celles du nahualisme ou de la lycanthropie. En ce qui concerne l'étude culturelle, mythologique et anthropologique, la thérianthropie décrit un personnage qui partage des traits humains avec des capacités ou des traits empruntés à d'autres animaux. L'exemple le mieux connu est celui du lycanthrope (qui inclut le loup-garou européen), un hybride mi-homme mi-loup, mais il n'est pas le seul car la quasi-totalité des dieux égyptiens, possédant des têtes animales ou possédant la capacité de se changer en de tels animaux, sont aussi des thérianthropes.

## Étymologie et terminologie
Le mot « thérianthropie » est issu du grec ancien θηρίον / thêríon, qui signifie « animal sauvage » ou « bête », et de άνθρωπος / ánthrôpos, qui signifie « être humain », il désigne donc une créature mi-humaine et mi-animale. Le terme « thérianthropie » est usité de longue date en anglais, mais d'apparition récente dans la langue française, qui n'utilisait jusque-là que le terme lycanthropie (dans un sens étendu) pour désigner toutes les transformations d'un être humain en un autre animal, le sens strict désignant seulement la transformation en loup.
La langue anglaise possède elle aussi ce sens étendu de lycanthropie. Le nom de zooanthrope ou zoanthrope est parfois utilisé également,.
Le terme de thérianthropie est utilisé pour désigner les transformations animales dans le folklore asiatique et européen dès 1901. Thérianthropie est également usité pour décrire les transformations spirituelles en animaux dès 1915. Selon Katherine Ramsland, ce mot a pu être utilisé en langue anglaise pour désigner les personnes accusées de lycanthropie au XVIe siècle.

## Origines

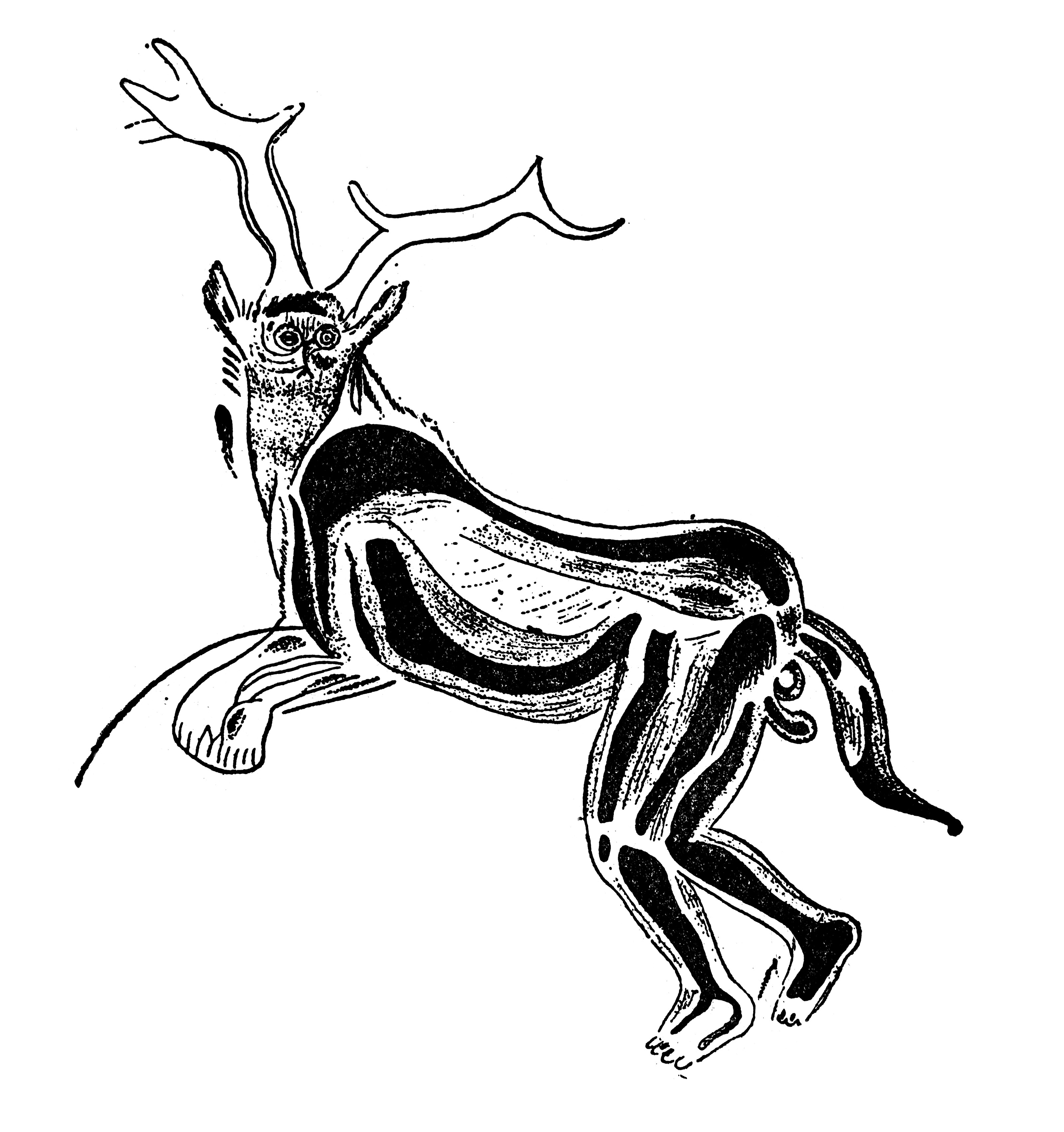
Le « Chamane dansant » de la grotte des Trois-Frères, Paléolithique supérieur.

Les premières preuves d'un culte thérianthropique figurent dans la grotte des Trois-Frères, en Ariège, à travers la représentation de deux êtres mi-homme mi-animaux, rare dans l'art pariétal. Le premier, présentant simultanément les caractéristiques d'un humain et d'un bison, a été nommé le « petit sorcier à l'arc musical » car il semble jouer de cet instrument. Pour le second, surnommé le « Chamane dansant », les interprétations successives l'ont désigné comme un sorcier pratiquant un rite magique, ou un dieu des animaux dit le « dieu cornu »,, ou encore comme un chaman en transe.
L'ethnologue Ivar Lissner suggère que ces peintures dans les grottes représentant des êtres aux attributs humains et animaux mélangés n'étaient pas des représentations physiques de créatures métamorphes mythiques, mais des tentatives de description des voyages chamaniques, dans lesquels le chaman tentait d'acquérir les attributs mentaux et spirituels de plusieurs animaux. L'historien religieux Mircea Eliade a pu observer que ces croyances concernant l'identité des animaux et la transformation d'humains en animaux sont très répandues.
À la lumière de la reconnaissance des arts pariétaux des Amériques et de la tradition orale toujours liée, deux autres hypothèses sont désormais envisageables :
- l'une propre aux sociétés nomades de chasseurs/cueilleurs, similaires à celles des indiens des grandes plaines, est destinée à transmettre la technique de la chasse permettant de s'approcher à distance d'arc ou de javelot, des troupeaux en terrain découvert, grâce au mimétisme des attitudes, de l'odeur et de l'apparence, par l'utilisation de la dépouille d'une proie analogue ;
- l'autre, propre aux sociétés sédentaires de cultivateurs/éleveurs, montrant l'homme dans la peau d'un prédateur généralement canin, avertit par la métaphore ses semblables du caractère potentiellement dangereux contre les siens, à l'instar du proverbe « L'homme est un loup pour l'homme ». La mise en garde devenant d'autant plus flagrante que l'humanité, désormais sédentarisée, développe avec l'invention de la propriété et sa forte croissance démographique, grâce à la domestication des plantes et animaux assurant un apport constant de nourriture, un comportement poussant les siens à devenir d'autant plus prédateurs de leurs semblables que l'importance de leur rôle dans l'entraide, indispensable dans les sociétés nomades, devient de plus en plus dérisoire.

### Transmigration des âmes
La thérianthropie est souvent confondue avec la transmigration, mais la caractéristique essentielle de l'homme-animal est d'être une forme de remplacement ou un double d'un être humain vivant, tandis que l'âme animale est le véhicule, temporaire ou permanent, de l'esprit d'un être humain mort. Néanmoins, les légendes à propos d'hommes réincarnés en loups sont souvent classées dans les légendes lycanthropiques.
Il n'y a pas de ligne de démarcation claire, ce qui rend probable un lien entre la thérianthropie et le nahualisme ainsi que la croyance en les esprits familiers, plutôt que la métempsycose, comme E. B. Tylor le fait remarquer, ou avec le totémisme, comme suggéré par J. F M'Lennan. Ainsi, les origines de la thérianthropie se mêlent à la croyance en la réincarnation, une croyance dans le partage des âmes entre les êtres humains vivants et les bêtes et une croyance selon laquelle le fantôme d'un homme apparaît comme non-humain (généralement sous forme animale) après sa mort. Une caractéristique de la métempsycose est le brouillage des frontières entre l'immatériel et le corporel, de sorte que les âmes sont souvent conçues comme des formes solides et visibles qui ont besoin de manger et peuvent causer un mal physique.

### Ancêtres animaux
Des légendes selon lesquelles des êtres humains descendent d'animaux sont des explications communes pour les origines tribales et claniques. Parfois, les animaux prennent forme humaine afin de s'assurer que leurs descendants conservent leur forme humaine, d'autres fois le récit des origines de l'homme inclut un mariage avec un animal normal.
En Amérique du Nord, la  mythologie amérindienne propose en particulier l'idée d'ours métamorphes comme ancêtres, ces ours étant souvent en mesure de retirer leur peau afin de prendre une forme humaine, épousant des femmes sous cette apparence. Leur progéniture pouvant avoir une partie de l'anatomie de ces animaux, les enfants pouvaient être très beaux mais posséder une force étrange, ou être métamorphes eux-mêmes.
P'an Hu est représenté dans diverses légendes chinoises comme un chien surnaturel, un homme à tête de chien, ou un métamorphe canin qui épousa la fille d'un empereur et fonda au moins une lignée. Quand il est dépeint comme un changeforme, il peut prendre apparence humaine à l'exception de sa tête. La lignée descendante de P'an Hu étaient souvent caractérisées par les écrivains chinois comme celle de monstres qui combinaient l'anatomie de l'homme et du chien.
Dans la mythologie turque et chez les peuples de Mongolie, le loup est un animal vénéré. Les peuples turcophones chamaniques considèrent qu'ils sont descendants des loups dans les légendes turques. La légende d'Asena est un mythe turc ancien qui raconte comment le peuple turc a été créé : dans le Nord de la Chine, un petit village turc fut attaqué par des soldats chinois, mais un petit bébé fut laissé en vie. Une vieille louve avec une crinière bleu ciel nommée Asena trouva le bébé et l'allaita, puis donna plus tard naissance à des êtres moitié loup, moitié humains qui furent les ancêtres du peuple turc,.

### Esprits tutélaires
En Amérique du Nord et Amérique centrale, et dans une certaine mesure, en Afrique de l'ouest, en Australie et d'autres parties du monde, tous les jeunes garçons pubères doivent acquérir un esprit tutélaire. Dans certaines tribus amérindiennes, l'adolescent tue l'animal dont il rêve dans son initiation rapide, sa griffe, sa peau ou ses plumes sont mis dans un petit sac et deviennent son remède. Ils doivent être soigneusement conservées car un « remède », une fois perdu, ne peut jamais être remplacé. En Afrique occidentale, cette relation est conclue par le biais du lien du sang, homme et animal sont si proches que la mort de l'animal fait mourir l'homme, et vice versa. Ailleurs, la possession d'un esprit tutélaire sous forme animale est le privilège du magicien. En Alaska, le candidat à l'acquisition de pouvoirs magiques doit quitter la demeure des hommes, le chef des dieux envoie une loutre pour le rencontrer, qu'il doit tuer en disant : « O » quatre fois, il coupe ensuite la langue de l'animal et sécurise ainsi les pouvoirs qu'il recherche.
En Malaisie, on croit que la fonction de pawang (« prêtre ») est seulement héréditaire, car l'âme du prêtre mort doit, sous la forme d'un tigre, passer dans le corps de son fils. Alors que le familier est souvent considéré comme la forme alternative du magicien, le nagual est communément considéré comme entièrement distinct de l'être humain. Des croyances de transition, cependant, sont mentionnées, en particulier en Afrique, dans laquelle le pouvoir de transformation est attribuée à l'ensemble de la population de certaines régions. Le peuple de Banane, au Congo, pense qu'il peut se changer lui-même en animaux par des moyens magiques, composé d'embryons humains et d'autres ingrédients, mais sous leur forme de léopard, ils ne doivent pas nuire à l'humanité sous peine de conserver à jamais la forme de bête. Dans d'autres cas, le changement est censé être accomplit uniquement à des mauvaises fins, la magie et les victimes humaines ne sont pas interdites.
Un lien supplémentaire est fourni par la croyance zoulou selon laquelle le familier du magicien est bien un être humain transformé, et que quand il découvre un cadavre sur lequel il peut travailler ses sorts sans crainte d'être découvert, le sorcier lui insuffle une sorte de vie, ce qui lui permet de se déplacer et de parler, ainsi, certains sorciers peuvent prendre possession des morts. Les zoulous font alors un trou dans la tête des morts et retirent leur langue.
Des sorts supplémentaires ont pour effet de modifier le corps revivifié pour lui donner la forme de certains animaux, hyène, hibou ou chat sauvage, ce dernier étant le plus commun. Cette créature devient alors le serviteur du sorcier et lui obéit en toutes choses, son utilisation principale est, cependant, d'infliger des maladies et la mort aux personnes qui ne sont pas aimés de son maître.
En Mélanésie, il y a une croyance en la tamaniu ou atai, qui est un homologue animal d'une personne. Il peut être une anguille, un requin, un lézard, ou quelque autre créature. Cette créature est corporelle, peut comprendre la parole humaine, et partage la même âme que son maître, conduisant à des légendes qui ont de nombreuses caractéristiques typiques des contes à propos des thérianthropes, tels que la mort ou les blessures touchant les deux formes à la fois.

## Mythe
On retrouve le mythe de l’homme se transformant en animal féroce ou des mentions de créatures mi-humaines et mi-animales dans bien d’autres cultures. La thérianthropie peut aussi désigner les représentations de créatures présentant simultanément des traits humains et animaux, comme les dieux égyptiens tels que Rê, Sobek, Anubis, et beaucoup d'autres, aussi bien que des créatures mythologiques comme les centaures et les sirènes. Au Moyen Âge, les bestiaires contiennent plusieurs représentations symboliques d'animaux.

### Créatures hybrides

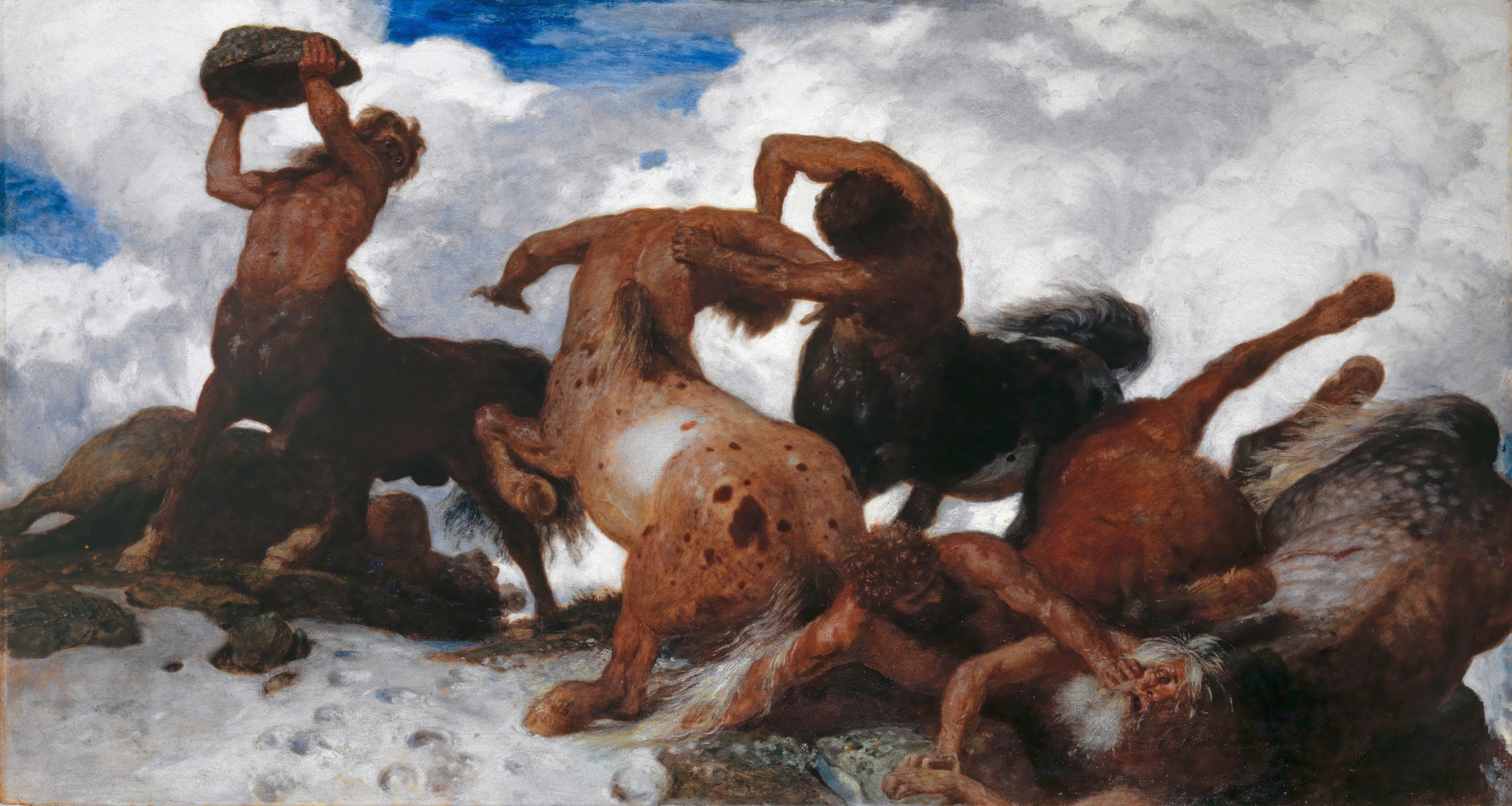
Centaures, par Arnold Böcklin, Kunstmuseum (Bâle).

Les créatures hybrides sont une variété de thérianthropes possédant des caractères humains et animaux à la fois, et en permanence. Ils n'ont pas le don de métamorphose. Les centaures et les sirènes sont des hybrides, mais il en existe de nombreux autres. Dans le panthéon de l’Égypte ancienne, de nombreux dieux étaient représentés sous la forme d’un hybride, moitié homme et moitié animal.

### Métamorphes
Cette forme de thérianthropie a développé son propre vocabulaire spécifique, ainsi, les thérianthropes se divisent en lycanthropes, cynanthropes, et ailuranthropes, pour les plus connus. Le terme « cynanthropie » est attesté en 1901 dans les mythes chinois à propos d'humains qui se changent en chiens, de chiens qui se changent en hommes, et de relations sexuelles entre chiens et humains.
En Afrique, on connaît la très forte présence de l’homme-léopard, et même de l’homme-chacal et de l’homme-hyène, en Asie de l’homme-tigre, et en Océanie de l’homme-requin.

#### Lycanthropie
Dans le folklore, la mythologie et l'anthropologie, les lycanthropes forment les thérianthropes les plus communs. En Grèce, jusqu’à la fin du XIXe siècle, les loups-garous dont les corps n’étaient pas détruits hantaient ensuite les champs de bataille sous forme de hyènes en buvant le sang des soldats mourants.

#### Hommes-hyènes
Les hommes-hyènes, ou hyènes-garous, sont largement répandus en Afrique. Au Nigeria, ils sont nommés bultingin, ce qui signifie littéralement « je me change en hyène ». En Éthiopie, les forgerons sont des magiciens capables de se transformer en hyène. Ils profanent des tombes la nuit venue. On les appelle des budas. Ils sont craints par leurs contemporains. Les chrétiens éthiopiens prétendent que les juifs éthiopiens sont des budas qui déterrent les corps de chrétiens et les dévorent. Cette croyance est sûrement liée au fait que la profession de forgeron était commune chez les Juifs éthiopiens. Au Soudan, en Tanzanie et au Maroc (dans les croyances Berbères), les budas sont des hommes qui se transforment en hyène la nuit venue et retrouvent forme humaine à l’aube. Dans certaines tribus du Soudan, on mentionne un homme devenant une créature mi-homme mi-hyène la nuit et faisant preuve d’un penchant cannibale. Il terrorise principalement les amants.
Les hommes-hyènes sont aussi mentionnés en Perse et en Grèce. En Perse, un traité médical publié en 1376 décrit comment soigner les kaftar, des hommes-hyènes qui s’attaquaient aux enfants.

## Psychiatrie / monomanie / thériantropie
Lorsque certaines personnes affichent des troubles cliniques qui les poussent à croire à une transformation en animal, on parle de lycanthropie clinique. Ces pathologies ne sont généralement pas considérées comme graves mais, associées à des schizophrénies ou à des dissociations de la personnalité, elles peuvent être la source de comportements à risques. Cette catégorie d'atteinte mentale est, selon certains anthropologues, à l'origine de certaines croyances chamaniques. Certaines personnes isolées pendant des années peuvent développer une thérianthropie clinique et se considérer comme appartenant à d'autres espèces.

## Sous-cultures

### Otherkin
La première utilisation bien connue du terme « thérianthrope » se développa sur le groupe Usenet du nom de alt.horror.werewolves. Certains utilisateurs d'Usenet commencèrent à affirmer publiquement qu'ils étaient en partie des animaux, généralement au sens spirituel du terme. Ces personnes s'appelaient initialement entre elles des lycanthropes, mais à cause de la connotation du terme, spécifique aux loup-garous, le terme de thérianthrope devint plus populaire. Sur ces bases, une sous-culture rassemblant des personnes qui s'identifient comme des thérianthropes s'est développée. Certains de ces thérianthropes se considèrent aussi comme membres de la culture des otherkin.

### Fandom furry

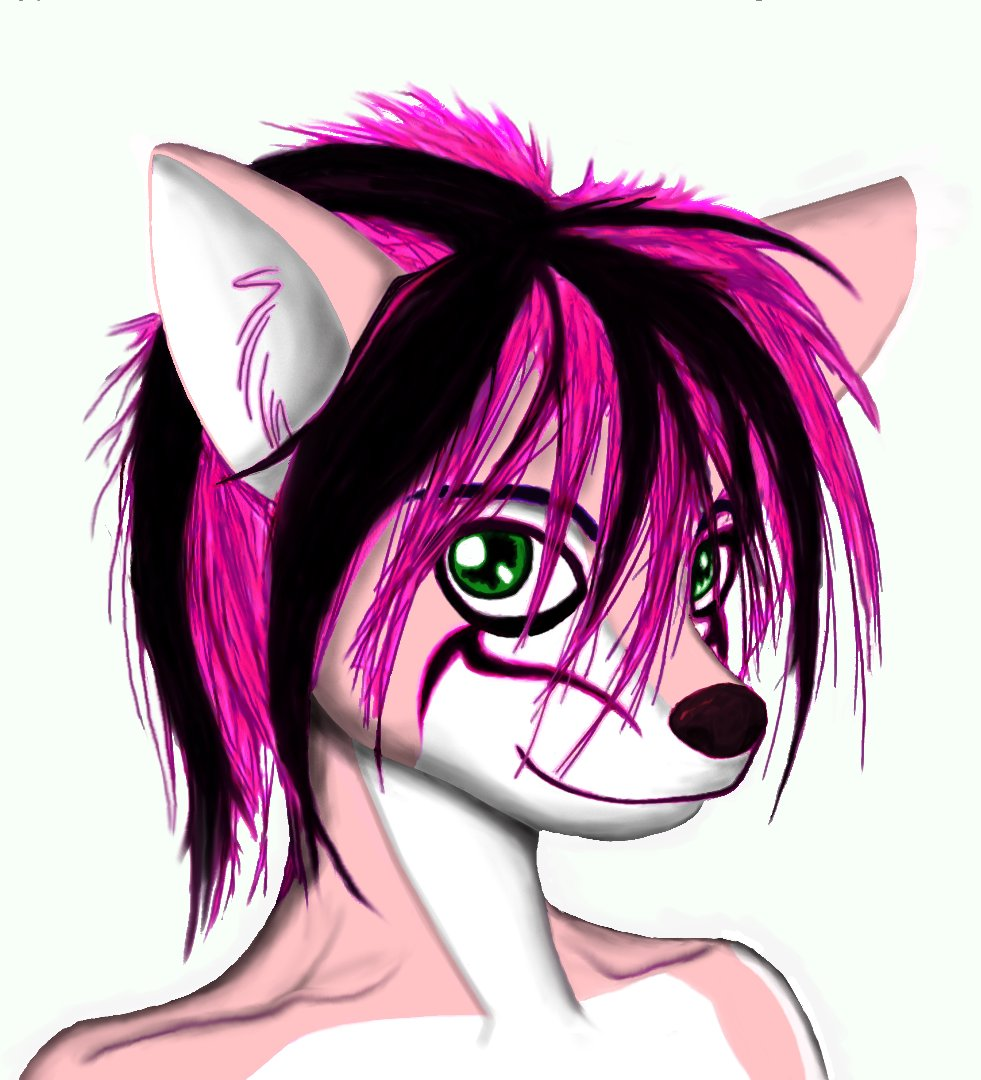
Une renarde anthropomorphique, illustration typique du mouvement fandom furry.

Le fandom furry (du diminutif fan, « fanatique », -dom, « appartenant à une idéologie », et furry, « poilu ») est le nom donné aux groupes de personnes intéressées par le furry, un mouvement culturel apparu sous ce terme vers le milieu des années 1980. Le mouvement furry est défini comme étant l’attrait pour les animaux imaginaires, mythologiques ou anthropomorphes, c’est-à-dire l’attrait pour les animaux possédant des caractéristiques humaines : usage de la parole, bipédie, port d’habits, utilisation d’un style de vie humain, etc. Les personnes qui appartiennent au fandom furry sont appelées furs.

## Dans l'art et la culture
Dans les supports culturels, l'image d'un être humain partiellement animal, ou qui se transforme en animal, est présent dans plusieurs récits de fiction. Le plus connu reste le loup-garou.

### Littérature
- Divers personnages dans les livres de J.K. Rowling sont capables de transformation volontaire en animal (Animagus). D'autres personnages sont atteints de lycanthropie (transformation involontaire en loup-garou les nuits de pleine lune).
- Dans les comics Marvel X-Men, outre des personnages lycanthropes, Mystique est une mutante métamorphe qui, après avoir subi une amélioration de son pouvoir, est capable de se changer en animal ou d'autres créatures ayant une masse différente de la sienne.
- Dans les comics DC, Beast Boy/Changelin peut se changer en n'importe quel animal qu'il a vu sur une image ou en réel.
- Dans le manga One Piece, les Fruits du Démon de type Zoan procurent aux êtres qui les mangent un statut de personnage thérianthrope. Par exemple, Rob Lucci, qui a mangé le Neko Neko no Mi modèle Léopard, peut se transformer, partiellement ou entièrement, en léopard. Il existe également, un peuple, les minks, mi homme mi animaux, devenant plus puissant lors des pleines lunes.

### Multimédia
- Dans la série télévisée des années 80 Manimal, le protagoniste peut se transformer en n'importe quel animal.
- La saga vidéoludique Bloody Roar met en scène de nombreux thérianthropes.
- Dans la série télévisée Grimm, de nombreux wesen sont des thérianthropes.
- Dans le jeux vidéo God of War: Ragnarök, le personnage d'Atreus développe la capacité de se métamorphoser en ours, loup ou renard.
- Dans le film français Le Règne animal, sorti en 2023, une mystérieuse maladie transforme une partie de la population en animaux.